# Sinaida Wiktorowna Dobrynina
Sinaida Wiktorowna Dobrynina (russisch Зинаида Викторовна Добрынина; * 21. August 1990 in Krasnokamensk) ist eine russische Boxerin.

## Karriere
Dobrynina trat erst 2014 erstmals in Erscheinung, als sie im Federgewicht (bis 57 kg) das russische Auswahlturnier für die Europameisterschaften in Bukarest gewann. In Bukarest gewann sie dann auf Anhieb den Europameistertitel, wobei sie im Finale die Bronzemedaillengewinnerin der Weltmeisterschaften 2012 Svetlana Staneva Kamernova, Bulgarien, mit 3:0 Punktrichterstimmen schlug. Bei den darauffolgenden Weltmeisterschaften in Jeju errang Dobrynina nach Siegen über Peamwilai Laopeam, Thailand (2:0), Nina Meinke, Deutschland (3:0), Oh Yeon-Ji, Korea (2:1), Alessia Mesiano, Italien (2:1), und Nesty Petecio, Philippinen (2:0), den Weltmeistertitel im Federgewicht.